# Distretto di Zabzugu-Tatale
Il distretto di Zabzugu-Tatale (ufficialmente Zabzugu/Tatale District, in inglese) era un distretto della regione Settentrionale del Ghana.
Nel 2012 è stato soppresso e il suo territorio è stato diviso nei neocostituiti distretti di Zabzugu e di Tatale-Sangule.